# Claire de Luxemburgo
Claire Margareta Lademacher (Filderstadt, 21 de março de 1985) é a esposa do príncipe Félix de Luxemburgo, filho do Grão-Duque Henrique de Luxemburgo. 
O casal tem três filhos, Amália, Liam e Baltazar. 

## Biografia
Claire Margareta nasceu no dia 21 de março de 1985, na cidade de Filderstadt, localizada em Baden-Württemberg na Alemanha, sendo a filha mais nova de Hartmut Lademacher, empresário de software, que trabalhou na IBM de onde saiu em 1990, e de Gabriela Lademacher, pós-graduada em sociologia e história da arte, além de patrocinadora de diferentes projetos da Fundação Städelschule Portkus. Ela tem apenas um irmão mais velhos, aire tem um irmão mais velho, Félix Lademacher. 

## Educação
Começou sua educação primária na Alemanha, mas em 1996 Claire e sua família mudaram-se para Atlanta, devido ao trabalho de seu pai. Em Atlanta, Claire frequentou a Atlanta International Schoool. Em 1999, os Lademacher mudaram-se para Frankfurt am Main e Claire estudou um breve período na Frankfurt International School. Posteriormente foi enviada para o Collège International Alpin Beau Soleil, onde conheceu o príncipe Félix e em 2003 recebeu o Prêmio de Excelência. 
Em 2004 ela matriculou-se na Universidade Americana de Paris onde se graduou-se em 2007 com licenciatura em Comunicação Internacional. Em 2008 começou um doutorado em Bioética na Universidade Regina Apostolorum, onde voltou a reencontrar quem seria seu marido anos depois. 
O seu idioma nativo é o alemão, mas ela também fala fluentemente inglês, francês e italiano. 

## Carreira profissional
A sua primeira experiência profissional foi na editora Condé Nast, na cidade de Nova Iorque e Munique, no departamento de publicidade antes de continuar a sua experiência na IMG Mundial na cidade de Berlim como gerente projetos.

## Casamento
Claire e Félix começaram um relacionamento após se reencontrarem na Universidade Regina Apostolorum, Roma, e a família grã-ducal anunciou o noivado do casal  no final de 2012 e o casal se casou no civil em  17 de setembro de 2013 e na igreja de Saint-Maximin-la-Sainte-Baume, na França, no dia 21 seguinte.  
Claire teve como pajens os sobrinhos de Félix, os príncipes Gabriel e Noé e usou um vestido desenhado pelo estilista libanês Elie Sabb.
Félix e Claire atualmente residem no castelo Château Les Crostes, localizado em Lorgues ao sul de França, onde fazem a gestão da sua propriedade vinícola, pertencente à família Lademacher,

## Descendência
No dia 14 de janeiro de 2014 o site oficial do Grão-Ducado anunciou que o casal esperava o primeiro filho. A criança, uma menina chamada Amália de Nassau, nasceu em 15 de junho de 2014 na Maternidade Grã-Duquesa Charlotte.  
Em 4 de julho de 2016, o grão-ducado anunciou eles estavam esperando seu segundo filho que nasceria no outono de 2016. Liam Henrique Hartmut nasceu em 28 de novembro de 2016 em Genebra, Suíça, na Clínica Geral-Beaulieu.  
Claire teve seu terceiro filho, o príncipe Baltazar Félix Carlos (Balthazar Felix Karl) de Nassau, em 7 de janeiro de 2024 no Hospital Maternité Grande-Duchesse Charlotte, em Luxemburgo.  

## Títulos e estilos

### Títulos
- 23 de março de 1985 - 17 de setembro de 2013: Senhorita Claire Margareta Lademacher
- 17 de setembro de 2013 - presente: Sua Alteza Real A Princesa Claire do Luxemburgo